# Heilgeiststraße 95 (Stralsund)

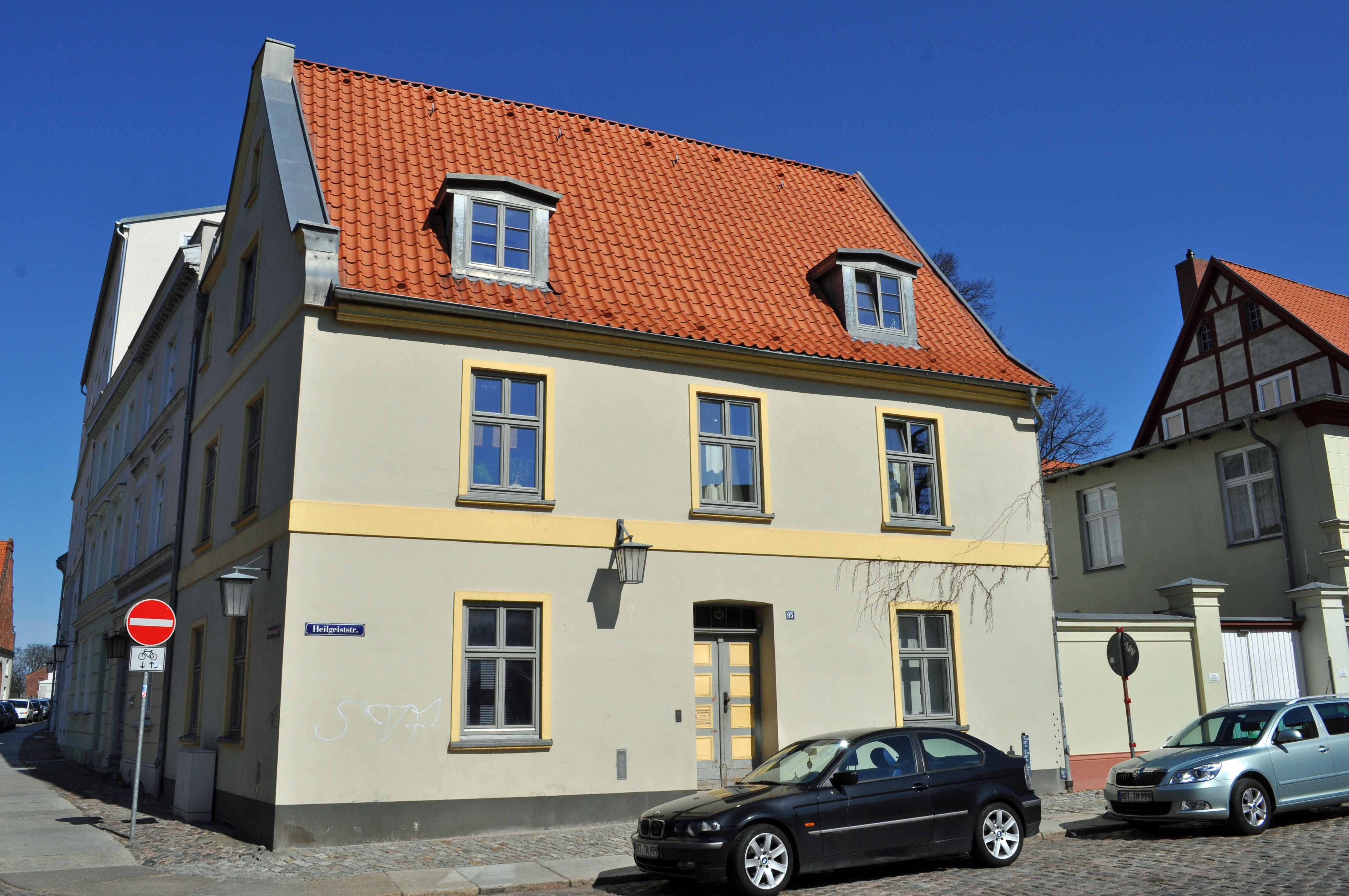
Das Haus Heilgeiststraße 95 in Stralsund (2012)

Das Gebäude mit der postalischen Adresse Heilgeiststraße 95 ist ein denkmalgeschütztes Bauwerk in der Heilgeiststraße in Stralsund, an der Ecke zur Mühlenstraße.
Der zweigeschossige Putzbau mit einfachem Dreiecksgiebel wurde im 18. Jahrhundert errichtet.
Die Fassade ist schlicht gestaltet. Die dreiachsige Traufseite steht zur Heilgeiststraße, die zweiachsige Giebelseite zur Mühlenstraße.
Das Haus liegt im Kerngebiet des von der UNESCO als Weltkulturerbe anerkannten Stadtgebietes des Kulturgutes „Historische Altstädte Stralsund und Wismar“. In die Liste der Baudenkmale in Stralsund ist es mit der Nr. 350 eingetragen.